# Wasilij Iwanow (1885–1938)
Wasilij Iwanowicz Iwanow (ros. Васи́лий Ива́нович Ивано́в, ur. 1885 w Petersburgu, zm. w lutym 1938) – radziecki funkcjonariusz organów bezpieczeństwa i polityk.

## Życiorys
W 1901 skończył szkołę wojskowo-morską w Petersburgu, 1902-1908 służył w rosyjskiej flocie, 1904 skończył szkołę wojskowo-morską w Kronsztadzie, od lutego 1917 w SDPRR(b), 1917-1918 dowódca oddziału Gwardii Czerwonej, 1918 pełnomocnik KC RKP(b) i Wszechrosyjskiego Centralnego Komitetu Wykonawczego (WCIK) w Jarosławiu i Wołogdzie. Od listopada 1918 do 25 stycznia 1919 przewodniczący saratowskiej gubernialnej Czeki, członek orłowskiej gubernialnej Czeki, od października do grudnia 1919 przewodniczący kurskiej gubernialnej Czeki, od 25 grudnia 1919 do 15 maja 1920 przewodniczący charkowskiej gubernialnej Czeki, w maju-czerwcu 1920 przewodniczący połtawskiej gubernialnej Czeki, 1920 pomocnik dowódcy wojsk służby wewnętrznej Ukraińskiej SRR ds. politycznych, 1920-1921 sekretarz odpowiedzialny rejonowego komitetu KP(b)U w Charkowie, 1921 sekretarz odpowiedzialny charkowskiego gubernialnego komitetu KP(b)U. Od 1921 przewodniczący Południowego Biura Wszechrosyjskiego Związku Metalowców, 1922 przewodniczący Głównego Zarządu Przemysłu Metalowego Sownarchozu Ukraińskiej SRR, od 10 kwietnia 1923 do 12 maja 1924 zastępca członka, a od 16 maja 1924 do 6 grudnia 1925 członek KC KP(b)U. Od 31 maja 1924 do 18 grudnia 1925 zastępca członka KC RKP(b), 1925-1927 przewodniczący zarządu trustu Najwyższej Rady Gospodarki Narodowej, 1927-1928 członek Kolegium Ludowego Komisariatu Pracy Rosyjskiej FSRR, od stycznia do czerwca 1928 przewodniczący Komitetu Wykonawczego Gubernialnej Rady w Orle. Później kolejno dyrektor fabryki traktorów w Stalingradzie, zarządca trustu i dyrektor kombinatu w Karagandzie. 8 sierpnia 1931 odznaczony Orderem Lenina. 25 lipca 1937 aresztowany, następnie rozstrzelany.